# Gibberella zeae
Espèce
Gibberella zeae est une espèce de champignons ascomycètes de la famille des Nectriaceae. Cette espèce est également connue sous le nom de son anamorphe, Fusarium graminearum.
Ce champignon est l'un des agents pathogènes responsables de fusarioses chez les céréales, notamment la fusariose du blé et la fusariose du maïs. Ces maladies, outre les pertes de rendement, provoquent des contaminations des grains récoltés par des mycotoxines (fusariotoxines) dangereuses pour la santé humaine et animale, notamment de graves troubles gastro-intestinaux et des hémorragies chez le porc et le mouton.

## Liste des non-classés
Selon NCBI (7 octobre 2014) :
- non-classé Fusarium graminearum CS3005
- non-classé Fusarium graminearum GZ363
- non-classé Fusarium graminearum PH-1